# Rock'n'Roll (plesni stil)
Rock'n'Roll je ime za glazbeni stil i ples koji se izvodi na rock'n'roll glazbu. Doživio je najveći razvoj s razvojem boogie-woogie muzike. Kao društveni ples se prvi puta pojavio 1957., pod različitim plesnim imenima. Korijene ima u boogie-woogieu i jiveu. Procvat je doživio razvojem r'n'r muzike, koja ulazi na svjetske top-ljestvice 1955. g. pjesmom "Rock Around The Clock" autora Billa Haleyja. U plesnom smislu razlikujemo mnogobrojne varijante r'n'r-a, od tzv. "salonskog", kojeg će bez problema otplesati i dame u visokim petama, preko raznih varijanti sa zahtjevnijim koracima, a nerijetko i poluakrobatskim elementima, pa do akrobatskog r'n'r, koji je - zbog načina treniranja, te potrebe velike tjelesne pripremljenosti - i službeno priznat kao sport.